# Solemnidad
En la Iglesia católica, una solemnidad constituye el rango más elevado de las celebraciones litúrgicas, por conmemorar un hecho de primer orden para la fe.
Las solemnidades cuentan con lecturas propias tomadas del Leccionario dominical y sus misas poseen oraciones propias para cada una de ellas (oración colecta, oración sobre las ofrendas, oración de postcomunión, antífona, prefacio, e incluso la bendición solemne). Todas las solemnidades tienen Oficio propio y comienzan al atardecer del día anterior con la celebración de las primeras vísperas, algunas incluso tienen vigilia, es decir misa propia el día anterior (Navidad, Pascua, Pentecostés) y las de mayor importancia cuentan con octava, es decir la celebración se prolonga durante toda la semana que sigue (Pascua y Navidad).

## Solemnidades centrales del Año
- Triduo Pascual de la Pasión, Muerte y Resurrección de Jesús. Es el centro del año litúrgico. Comienza en la tarde del Jueves Santo con la Misa Vespertina de la Cena del Señor, continúa con la Celebración de la Muerte del Señor en la tarde del Viernes Santo y culmina con la solemnísima Vigilia Pascual en la Noche Santa de la madrugada del Domingo de Resurrección. Es la solemnidad central del año y está prohibida cualquier otro tipo de celebración durante estos días. En caso de que alguna solemnidad caiga dentro de la Semana Santa o del Triduo Pascual, se pospone hasta después de la Octava de Pascua, como es el caso de la Anunciación, en cambio la Solemnidad de San José se anticipa al Quinto Sábado de Cuaresma. Cualquier otro tipo de celebración, sea fiesta o memoria, se suprime. Dentro del Triduo Pascual, merece mención aparte el Domingo de Resurrección. Durante el Triduo Pascual se prohíbe la celebración de matrimonios y exequias.

- Domingo de Resurrección en que se celebra la Resurrección de Jesús y su victoria sobre la muerte y el pecado. Es el tercer día del Triduo Pascual e inicia el Tiempo de Pascua. Es el día central de todo el año litúrgico.

## Domingos
Todos los domingos del año se celebran como día de precepto, ya que es El Día del Señor. Los domingos solamente ceden su celebración a las solemnidades o fiestas del Señor que caigan en ese día, salvo que sean domingos de Adviento, Cuaresma o Pascua, en los que cualquier otra solemnidad (ver abajo lista de solemnidades) que caiga en cualquiera de estos domingos, se adelanta al día anterior o se retrasa al día posterior. Es decir, si una solemnidad o una fiesta del Señor cae en domingo del tiempo Ordinario o del tiempo de Navidad, se celebra la solemnidad o la fiesta en lugar del domingo. Pero, si cae en un domingo del tiempo de Adviento, del tiempo de Cuaresma o del tiempo de Pascua, no se puede celebrar porque estos domingos tienen preferencia y se pasa al día anterior o al posterior. Exceptuando la Inmaculada Concepción de la Virgen en países como Chile o España, que por decreto canónico tiene pioridad por sobre el Segundo Domingo de Adviento. En el caso de que coincidiese alguna solemnidad con el Domingo de Ramos o con el Domingo de Resurrección, las normas son aún más restricitvas, de modo que automáticamente, la solemnidad en cuestión se trasladará a la semana posterior a la Octava de Pascua, pero nunca en domingo. Destacan los siguientes domingos que se celebran de forma especial que, junto con el Domingo de Resurrección mencionado arriba, tienen preferencia sobre cualquier celebración y que de ninguna manera se pueden celebrar otras fiestas en ellos:
- Domingo de Pentecostés donde se celebra la Venida del Espíritu Santo y el envío de los apóstoles, por parte de Jesús, a predicar el Evangelio. Día que cierra el Tiempo de Pascua.
- Domingo de Ramos es el Sexto y último Domingo de Cuaresma, se celebra la entrada triunfal de Jesús en Jerusalén donde es aclamado como rey y a la vez se rememora la Pasión del Señor. Día que abre la Semana Santa.

## Solemnidades del Señor
La solemnidad del Señor más importante es el Triduo Pascual de la Pasión, Muerte y Resurrección del Señor. Después, por orden de preferencia están las siguientes:
Estas solemnidades están a la misma altura y solo están por debajo del Triduo Pascual. Si caen en domingo tienen preferencia sobre la celebración del domingo, ya que se celebran momentos muy importantes de la vida de Jesús y para el cristianismo:
- Natividad del Señor (25 de diciembre)
- Epifanía (6 de enero o el segundo domingo de Navidad oscilando entre el 2 y el 6 de enero, o el tercer domingo de Navidad oscilando entre el 7 y el 8 de enero)
- Bautismo de Jesús (Tercer Domingo de Navidad oscilando entre el 9 y el 13 de enero, o el lunes que oscile entre el 8 y el 9 de enero)
- Ascensión del Señor (40 días después de la Pascua, cae jueves)
- Pentecostés (8.º y último domingo de Pascua)

Las siguientes también son muy importantes pero los domingos de Adviento, Cuaresma y Pascua tienen preferencia sobre ellas, aunque la coincidencia solo se da con la primera, ya que el resto se celebran en el tiempo ordinario:
- Anunciación del Señor (25 de marzo, 26 de marzo en caso coincidir con un domingo de Cuaresma que sea el sexto, o el segundo lunes de Pascua en caso de coincidir con la sexta semana de Cuaresma o el Triduo Pascual)
- Santísima Trinidad (domingo después de Pentecostés)
- Corpus Christi o Del Cuerpo y la Sangre de Cristo (domingo después de la Santísima Trinidad, aunque antiguamente se celebraba el jueves anterior a dicho domingo)
- Sagrado Corazón de Jesús (viernes después de Corpus)
- Jesucristo, Rey del Universo (último domingo del año litúrgico)

## Solemnidades de la Santísima Virgen María por tiempo Litúrgico
- Inmaculada Concepción de la Virgen María (8 de diciembre o 9 de diciembre, en caso de coincidir con el segundo domingo de Adviento)
- Santa María, Madre de Dios (1 de enero)
- Anunciación del Señor (25 de marzo, 26 de marzo, en caso de coincidir con un domingo de Cuaresma que no sea el sexto o el lunes de la segunda semana de Pascua)
- Asunción de la Virgen María (15 de agosto)

## Otras Solemnidades
- San José, esposo de la Virgen María (19 de marzo, 20 de marzo en caso de coincidir con un domingo de Cuaresma que no sea el sexto, o el Sábado de la Quinta Semana de Cuaresma)
- Natividad de San Juan Bautista (24 de junio)
- San Pedro y San Pablo, apóstoles (29 de junio)
- Todos los Santos (1 de noviembre)

Las celebraciones de los santos patronos de una localidad, municipio, ciudad o país tienen rango de solemnidad, independientemente de la categoría litúrgica con que figuren en el martirologio. Es decir, un santo puede celebrarse en el martirologio romano con memoria (obligatoria o libre), festividad, o sin una categoría litúrgica concreta; pero si se trata del santo patrón del municipio, se celebrará en ese lugar como una solemnidad.
- Nuestra Señora de Lourdes (11 de febrero; en Francia).
- Nuestra Señora de Fátima (13 de mayo, en Portugal).
- Santiago Apóstol (25 de julio; santo patrón de España).
- San Isidro Labrador, patrono de Madrid (15 de mayo).
- San Pedro de Alcántara, patrono de la Diócesis de Coria-Cáceres (19 de octubre).
- San Agustín, doctor de la iglesia (28 de agosto)
- San Francisco (4 de octubre)
- Nuestra Señora de la Almudena, patrona de Madrid y su archidiócesis (9 de noviembre).
- Nuestra Señora de Guadalupe, reina de México y emperatriz de las Américas(12 de diciembre).
- Nuestra Señora de Coromoto, patrona de Venezuela (11 de septiembre).
- Nuestra Señora de Luján, patrona de la República Argentina (8 de mayo).
- Nuestra Señora del Carmen, patrona jurada del Estado de Chile (16 de julio y último domingo de septiembre).
- Nuestra Señora de Los Ángeles, patrona de Costa Rica (2 de agosto).